# Yoram Globus
Yoram Globus (Tiberias, 7 september 1943) is een Israëlische filmproducent. Hij verwierf voornamelijk bekendheid nadat hij met zijn neef Menahem Golan de filmstudio The Cannon Group, Inc. opkocht.

## Biografie
Globus werd geboren in Tiberias, maar verhuisde als kind naar Kirjat Motzkin waar zijn ouders een bioscoop openden. Door zijn filminteresse richtte hij tezamen met zijn neef Menahem Golan het bedrijf Noah Film op. Het bedrijf maakte diverse kwaliteitsvolle films - die ook (inter)nationale prijzen wonnen - ondanks de snelle productiemethode en beperkte budgetten. Die werkwijze leverde de neven de bijnaam "Go-Go-Boys" op.
Ondanks de internationale prijzen slaagde hun bedrijf er veelal niet in om hun films te vertonen in internationale bioscopen. Daar kwam verandering in toen ze in 1979 het Amerikaanse onafhankelijke filmbedrijf The Cannon Group, Inc. opkochten dat ze hernoemden naar "Canon Films". Het bedrijfsmodel van "Canon Films" was het zoveel mogelijk aankopen van (minderwaardige) scripts waardoor ze de rechten verkregen om er een bioscoop-, video- en/of televisiefilm van te maken in de hoop dat de film een succes werd. Vervolgens trachtten ze met deze scripts investeerders te overtuigen om hen aan het nodige kapitaal te helpen. Meestal ging deze zoektocht gepaard met overdreven aankondigingen, projecten waarvoor nog niets gerealiseerd was, onbestaande projecten... Dit had tot gevolg dat het uiteindelijke resultaat van de film niet overeenkwam met de beloftes, het project niet gerealiseerd werd, dat veel films flopten...
Dit alles en mede door de aankoop van Thorn EMI Screen Entertainment kwam het bedrijf in het vizier van de Amerikaanse Securities and Exchange Commission omwille van mogelijke fraude.  Om een faillissement te voorkomen, verkochten de neven het bedrijf aan Pathé Communications. Globus en Golan gingen uiteen: Globus keerde terug naar Israël om Globus-United op te richten, Golan bleef in Amerika en richtte 21st Century Film Corporation op.